# Robin Boissevain
Robin Boissevain (Amsterdam, 29 december 1996) is een Nederlands acteur. Hij is voornamelijk bekend van zijn hoofdrol als David in de film Spijt! uit 2013. Boissevain is de zoon van de Nederlandse acteur Daniël Boissevain.

## Levensloop
Boissevain maakte in 2007 zijn acteerdebuut, toen hij de rol van Tarik Aydin vertolkte in de RTL 4-soap Goede tijden, slechte tijden. Vervolgens vertolkte hij de rol van Guillot in de televisieserie De Troon. In 2013 vertolkte Boissevain de hoofdrol van David in de film Spijt!, een boekverfilming van Carry Slee. Mede doordat de film een groot succes was in Nederland en in Europa verkreeg Boissevain meerdere rollen in andere Nederlandse producties.
In 2015 is Boissevain begonnen aan de jaaropleiding van de European Film College in Denemarken. In datzelfde jaar schreef en regisseerde hij zijn eerste film, genaamd Parnassus. Deze maakte hij voor het platform 3Lab van de NPO.
Boissevain speelde in 2017 mee in de series Moordvrouw en Centraal Medisch Centrum. Daarnaast regisseerde hij datzelfde jaar de korte film The Whooo Experience en enkele televisiereclames.
In 2019 vertolkte Boissevain de rol van Milan in de televisieserie Oogappels en de rol van Tommy Dingemanse in de televisieserie "Grenslanders".